# Genesis I і Genesis II
Genesis I і Genesis II — два експериментальні надувні космічні кораблі, розроблені компанією Bigelow Aerospace. Створені для відпрацювання технології запуску такого типу космічних апаратів. Основна відмінна особливість таких модулів — змінні розміри. При виведенні на орбіту модуль знаходиться в складеному стані, а в космосі роздувається, значно збільшуючи свої розміри.

## Genesis I
Для відпрацювання технології компанія Bigelow Aerospace 12 липня 2006 запустила перший модуль Genesis I на орбіту висотою 500 км. Запуск був проведений за допомогою ракети-носія Дніпро з позиційного району «Домбаровський» (Оренбурзька область). Маса модуля — 1400 кг, довжина — приблизно 4 метри, діаметр — 1,9 метрів. Після виведення на орбіту діаметр модуля повинен був збільшитися вдвічі. Пізніше в цей же день в компанії підтвердили, що запуск пройшов без зауважень і після виходу на орбіту модуль успішно надувся.

## Genesis II
28 червня 2007 ракета-носій Дніпро вивела на орбіту модуль — Genesis II. 29 червня 2007 був проведений перший контакт з модулем з центру управління польотами в Лас-Вегасі. Новий модуль ідентичний за розміром модулю Genesis I. Різниця полягає в оснащенні — модуль Genesis II містить додаткові датчики і авіоніку. Крім того, на модулі встановлені 22 відеокамери. Усередині модуля знаходяться різні предмети, послані в космос за програмою «Fly your stuff», згідно з якою кожна людина могла помістити на борт модуля невеликий предмет за 295 доларів США. Також на борту модуля знаходиться автомат для гри в Бінго.

## Продовження випробувань
У 2014 планувалося запустити житловий модуль Sundancer (в 2012 лінія Sundancer була скасована на користь BA 330), який заплановано запустити в 2020 році. Згадані модулі повинні дати початок існуванню Комерційної космічної станції Бігелоу. Фактично запуск стане можливий тільки після введення в експлуатацію пілотованих кораблів Dragon і (або) CST-100.
Компанія Bigelow Aerospace оголошувала приз у 50 мільйонів доларів тому, хто зможе надати надійний транспортний засіб, який:
- Здатен до 10 січня 2010 зробити два польоти з екіпажем 5 чоловік.
- Повинен здійснити як мінімум два витка протягом польоту.
- Здатний до стикування до станції Bigelow і перебувати в зістикованому стані не менше 6 місяців.
- Може здійснити 2 польоти протягом 60 календарних днів.
- Складатися не більше, ніж на 20% з одноразових компонентів.
- Учасник конкурсу повинен бути громадянином США, або фірма повинна бути зареєстрована в США.
- До участі не допускаються кораблі, розроблені із залученням коштів уряду США, проте допускається використання державних майданчиків для запуску.